# Sorunda landskommun
Sorunda landskommun var en kommun i Stockholms län.

## Administrativ historik
Den 1 januari 1863, när kommunalförordningarna började tillämpas, skapades över hela riket cirka 2 500 kommuner, varav 89 städer, 8 köpingar och resten landskommuner.
Då inrättades i Sorunda socken i Sotholms härad i Södermanland denna kommun.
1952 genomfördes den första av 1900-talets två genomgripande kommunreformer i Sverige. Denna påverkade dock inte Sorunda.
Kommunreformen 1971 genomfördes stegvis och sammanläggningen genomfördes i detta fall år 1974 då Sorunda kommun upphörde och lades samman med Nynäshamns kommun.
Kommunkoden 1952-1967 var 0233, därefter 0123.

### Kyrklig tillhörighet
I kyrkligt hänseende tillhörde kommunen Sorunda församling.

## Kommunvapen
Blasonering: Sköld genom en fjällskura, bildande trenne berg, delad av guld, varifrån vart berg uppväxer ett förbränt svart träd, och av svart, vari fem klöverblad av guld, ordnade tre och två.
Vapnet fastställdes för landskommunen 1953.

## Geografi
Sorunda landskommun omfattade den 1 januari 1952 en areal av 170,99 km², varav 166,98 km² land. Efter nymätningar och arealberäkningar färdiga den 1 januari 1955 omfattade landskommunen den 1 januari 1961 en areal av 171,71 km², varav 168,55 km² land.

### Tätorter i kommunen 1960
| Tätort     | Folkmängd |
| ---------- | --------- |
| Stora Vika | 752       |
| Sorunda    | 250       |

Tätortsgraden i kommunen var den 1 november 1960 35,9 procent.

## Näringsliv

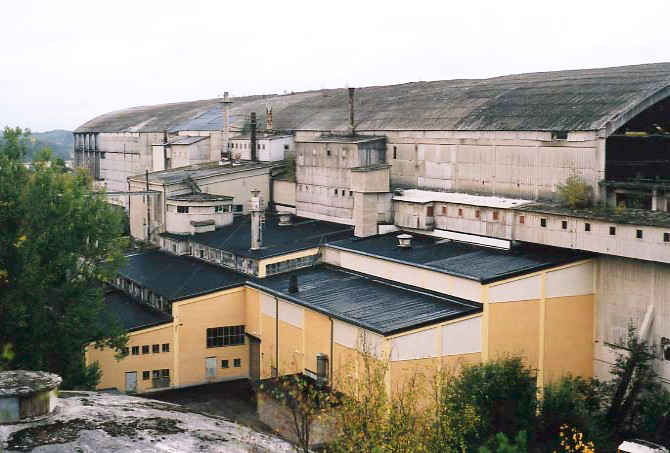
Byggnader tillhörande Stora Vika cementfabrik.

Vid folkräkningen den 31 december 1950 var kommunens befolknings huvudnäring uppdelad på följande sätt:
- 44,2 procent av befolkningen levde av industri och hantverk
- 41,2 procent av jordbruk med binäringar
- 3,6 procent av handel
- 3,5 procent av samfärdsel
- 2,9 procent av offentliga tjänster m.m.
- 2,4 procent av husligt arbete
- 0,0 procent av gruvbrytning
- 2,2 procent av ospecificerad verksamhet.

Av de förvärvsarbetande jobbade bland annat 38,5 procent med jordbruk och boskapsskötsel, 22,2 procent med jord- och stenindustri samt 12,1 procent med byggverksamhet. 57 av de förvärvsarbetande (4,5 procent) hade sin arbetsplats utanför kommunen.

## Politik

### Mandatfördelning i valen 1938-1970
| 11 | 9 | 4 |  |

| 25 |

| 12 | 10 | 3 |

| 23 |

|  | 9 | 11 | 3 |  |

| 22 |

|  | 11 | 8 | 4 |  |

| 21 | 4 |

|  | 11 | 7 | 4 | 2 |

| 22 |

|  | 12 | 7 | 2 | 3 |

| 22 |

|  | 12 | 8 | 2 | 2 |

| 22 |

| 2 | 10 | 8 | 3 | 2 |

| 23 |

|  | 11 | 9 | 2 | 2 |

| 20 | 5 |